# Renegáti
Renegáti jsou prvním dílem stejnojmenné young adult, fantasy a sci-fi trilogie americké autorky Marissy Meyerové. Kniha vyšla v roce 2017 a pojednává o superhrdinech. Pro český trh tuto knihu přeložilo a vydalo nakladatelství Egmont o rok později. Díky velkému úspěchu a pozitivnímu ohlasu se série zanedlouho poté, a to v roce 2018, dočkala i druhého dílu s názvem Protivníci a trilogii zakončila o dva roky později kniha Supernova. Podle tvrzení samotné autorky má kniha tematizovat morální otázky. Postavy se nacházejí v „šedé zóně“ a je v podstatě nemožné se jednoznačně přiklonit na jednu ze stran. Tím je zpochybněn černobílý pohled na svět.

## Fikční svět
Autorka v knize pracuje s vlastním světem se specifickými pravidly a zvláštním politickým uspořádáním. Renegáti jsou syndikát lidí a vládnoucí skupina „výjimečných“ – lidí se superschopnostmi. Povstali z trosek společnosti a nastolili ve světě mír, stali se symbolem spravedlnosti, rovnosti a odvahy. Mají svou Renegátskou radu, která ovládá Gatlon City, kde se děj knihy odehrává. Rada však rozmisťuje výjimečné po celém světě a tak ho politicky ovládá. Tajnou zbraní Renegátů je sérum, které dokáže odebírat schopnosti, nazvané Agent N. Volba superhrdinského tématu byla pro autorku, která se zabývá „retellingem“ (novým vyprávěním známých příběhů) přirozenou volbou – vedle pohádek, které dříve zpracovala v sérii Měsíční kroniky, patřily superhrdinské příběhy k textům, na kterých vyrůstala. Přiznala inspiraci díly jako X-Men nebo Sailor Moon a uvedla, že superhrdinové podle ní nikdy neztratí popularitu, neboť ztělesňují představu o tom, jaké by to bylo, být schopen udělat svět lepším.
S názory a způsobem vlády Renegátů se neztotožňují Anarchisté, kteří tak tvoří jejich protiklad. Ukrývají se v tunelech starého, již nefunkčního metra. Jejich vůdcem byl Ace Anarchista, za kterým všichni táhli do bitvy o Gatlon city. Cílem Anarchistů je sesadit Renegáty a zavést podle nich spravedlivější způsob vlády, kde se nikdo z výjimečných nebude muset skrývat jen proto, že nepatří k Renegátům, zatímco obyčejní lidé budou výjimečným podřízení. Tajnou zbraní Anarchistů je jejich hlavní hrdinka jménem Nova. Přestože se nejedná o „filozofické dílo“, nabízí text prací se dvěma rovnocennými skupinami zpochybnění některých zavedených klišé, zejména jasného oddělení „superhrdinů“ a „superpadouchů“.

## Postavy

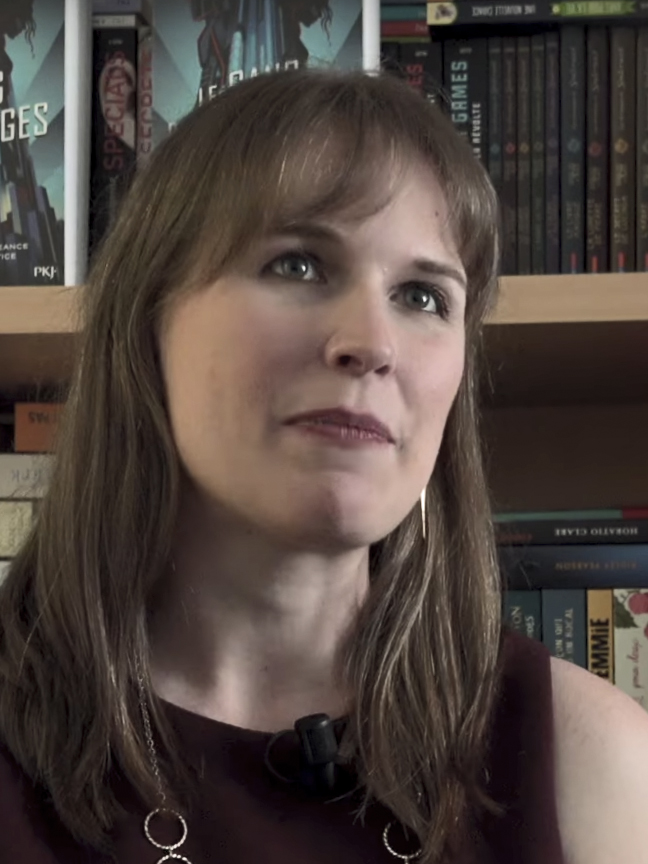
Marissa Meyerová, autorka knihy

Ústřední dvojicí postav je Adrian Everhart (Sketch, Sentinel), jehož kresby ožívají, a Nova Jean McLain (Insomnia), také vystupující pod jménem Nova Artino (Nightmare), jejíž dotek uspává, zatímco ona sama spát nemusí. Jedním z důležitých témat knihy je jejich zakázaná láska připomínající až příběh Romea a Julie. Autorka měla od samého začátku v úmyslu na stránkách knihy představit příběh hodného, hrdinského chlapce a záporné dívčí postavy – její nejoblíbenější milostná zápletka je právě „enemies to lovers“, tedy přechod protagonistů od nenávisti či nepřátelství k lásce.
Mezi vedlejší postavy patří Hugh Everhart (Kapitán Chromium), adoptivní otec Adriana a Maxe a člen Rady. K jeho schopnostem patří neporazitelnost a vyrábění zbraní z chromia. Postava je inspirována Supermanem, autorka se na ní ovšem pokusila zpochybnit ideu dokonalosti a neustálých pozitivních emocí klasických superhrdinů a předvést spíše lidskou, chybující stránku takových osob. Dalšími vedlejšími postavami jsou například Danna Bell (Monarch), která se proměňuje v hejno motýlů, či Ruby Tucker (Red Assassin), jejíž schopností je krystalizace vlastní krve v ostré rubíny použitelné jako zbraně. Neobvyklost těchto schopností je v recenzích vnímána velmi pozitivně, zejména ve srovnání s tradičními a zavedenými superhrdinskými silami. Těchto vedlejších množství obsahuje kniha velké množství.

## Děj
Ve světě stále se vzpamatovávajícího z hrůz války se čtenář seznamuje se sedmiletou Novou, jejíž rodina právě prožívá jedno z mnoha příkoří války: nemají co jíst. Světu vládnou Anarchisté a nebezpečné gangy. Jeden takový je v rozepři s Novinými rodiči a prolog tak končí jejich smrtí. Příběh se poté hlouběji věnuje postavě Novy, které se po smrti rodičů ujal strýc Alec (Ace Anarchista), ale Renegáti ji vzali i toho. Nova se tak stává Anarchistkou a usiluje o pomstu. Díky tomu, že je příběh psán právě z pohledu záporné postavy, má autorka možnost čtenáře do hloubky seznámit s jejími motivy, příkořími a psychickými problémy.
Druhou hlavní postavou je Adrian. Stojí zároveň na pomyslné druhé straně barikády. Je adoptovaným synem Hugha Everharta a Simona Westwooda, vůdců všech Renegátů. Adrian někdy nesdílí stejná přesvědčení jako ostatní, a tak si vytváří alter ego Sentinel, kdy pomocí speciálního, vlastnoručně vyrobeného obleku, schován pod maskou, pomáhá tam, kde jsou na to Renegáti krátcí. Hlavním jeho motivem v knize je najít Nightmare, která se pokusila zabít jeho otce Hugha. Přitom netuší, že atentátníkem, kterému se podařilo dostat tak blízko k zavraždění Kapitána Chromia, je právě Nova.
Nova se s pomocí anarchistických triků dostává na Renegátské zkoušky a díky svým schopnostem je přijata do Adrianova týmu. Stává se jejich členkou a začíná mít ráda jak svůj tým, tak i ty které se zavázala nenávidět. Čtenáři, kteří se na začátku knihy naučili milovat Anarchisty začínají pochybovat stejně jako hlavní hrdinka. Nova zažívá typická i atypická dobrodružství superhrdinů a postupně si k sobě spolu s Adrianem nachází cestu. Nova se seznamuje s Maxem a jeho nadáním, kvůli kterému ho drží v karanténě. Dokáže totiž odebírat schopnosti jiným výjimečným. Zdá se, že jediná Nova si v tu chvíli uvědomuje potenciální využití dítěte jako zbraně. Když dostanou tip na možný úkryt Nightmare, skupina neváhá a vrhá se na sledovací akci. V knihovně, která byla typem informátora, se strhne rvačka. Nova zde s pomocí Detonator nafinguje Nightmařinu smrt.
Poslední kapitoly knihy se Nova spolu s Adrianem vydávají do zábavního parku Cosmopolis hledat Nightmare, o jejíž smrti má Adrian jako jediný pochyby. Nova se tam ve své tajné podobě objeví a utká se s ním. Do souboje se zaplete i Detonator, která je na Novu naštvaná, a ohrozí tak celou misi. Nova jí zabíjí a odchází zpět k Anarchistům. Ukazuje se, že Ace byl po celou tu dobu naživu.

## Styl
Kniha je napsána velmi svižně a po pomalejším rozjezdu přichází jedna akce za druhou. Postavy mají silný charakter a po celou dobu čtení dokáží udržet čtenářskou pozornost. Kniha se vyhýbá využívání vševědoucího vypravěče a postupně je odhalováno, že svět je v některých ohledech jiný, než se protagonistka domnívala. Čtenář tak často nemá tušení, co by se mohlo v následující chvíli dít. Právě důraz na odhalování tajemství, čtivost a svižnost jsou hodnoceny jako nejsilnější složky díla. Příběh je vyprávěn chronologicky, pro dokreslení světa jsou však často využívány zmínky o událostech z minulosti hrdinů nebo četné vedlejší příběhové linky.